# Victoria Starmer
Lady Victoria Johnson, all'anagrafe Victoria Alexander (Londra, 1973), è un avvocato e professionista della sicurezza sul lavoro britannica, moglie del primo ministro del Regno Unito Keir Starmer.

## Biografia
È cresciuta a Gospel Oak, quartiere di Londra, insieme alla sorella. Suo padre Bernard, docente di economia ed ebreo osservante, è nato da una famiglia ebrea polacca che emigrò nel Regno Unito prima della seconda guerra mondiale. Sua madre, Barbara, (morta nel 2020) era un medico della comunità nel National Health Service convertita all'ebraismo dopo il matrimonio.
Starmer ha studiato alla Channing School di Highgate, a Londra, e in seguito si è laureata in giurisprudenza e sociologia all'Università di Cardiff, dove è stata presidente dell'unione studentesca. Dopo la laurea, ha ottenuto l'abilitazione alla professione di avvocato, lavorando per Hodge Jones & Allen, studio legale specializzato in criminalità di strada. Dopo l'abbandono della professione, ha iniziato a lavorare come operatrice sanitaria per il National Health Service.

## Vita privata

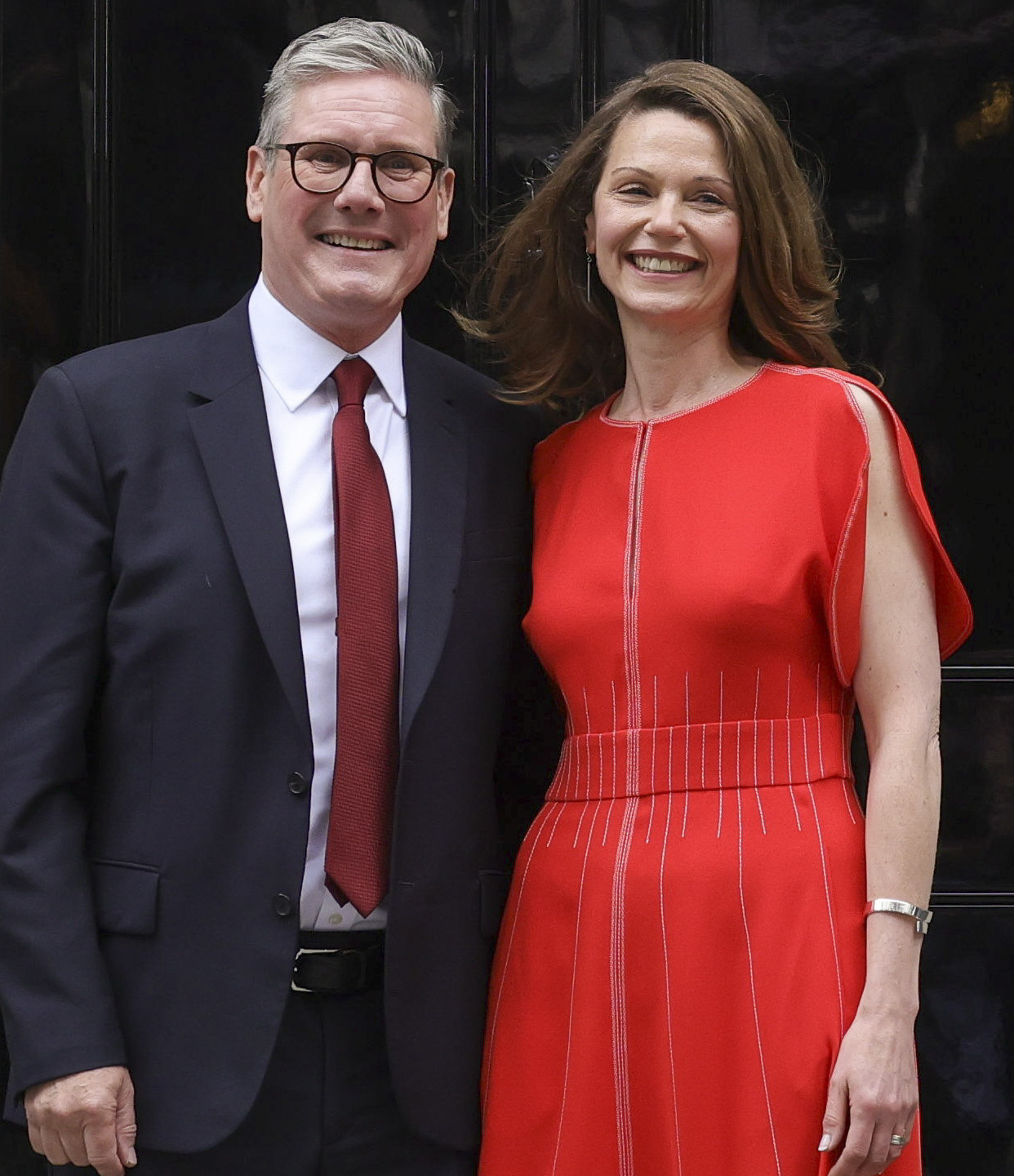
Victoria e Keir Starmer all'esterno del 10 Downing Street

Victoria incontrò Keir Starmer, allora senior barrister presso Doughty Street Chambers, mentre lavoravano allo stesso caso. La coppia si è fidanzata nel 2004 e si è sposata il 6 maggio 2007 nella tenuta di Fennes nell'Essex. La coppia ha due figli: un maschio (nato nel 2008) e una femmina (nata nel 2010); entrambi sono stati cresciuti nella religione ebraica della madre.
Fino al trasferimento al 10 Downing Street, la famiglia ha vissuto a Kentish Town, nel nord di Londra.
Starmer è stata una sostenitrice del Partito Laburista fin dai suoi anni da studentessa, contestando in particolare le riforme educative del segretario di Stato per l'istruzione Conservatore John Patten durante il suo mandato come responsabile dell'istruzione e del welfare dell'Università di Cardiff nel 1993. Nonostante ciò, ha mantenuto un profilo relativamente basso durante le elezioni generali del 2024, scegliendo di non apparire durante la campagna elettorale. Ha fatto, tuttavia, delle apparizioni agli eventi laburisti e ai banchetti di Stato che si sono tenuti durante la campagna.